# 庄圻泰
庄圻泰（1909年—1998年），男，山东莒县人，中国数学家，曾任北京大学教授、博士生导师。研究领域为亚纯函数的值分布与正规族理论。